# 翘眉企鹅
，是企鹅目企鹅科的一种鸟类。
翘眉企鹅体重约5888.95克，翼长约111.3毫米，嘴峰长约66.2毫米，喙宽度约17.6毫米，喙厚度约27.2毫米，跗蹠长约29.4毫米，尾长约94毫米。翘眉企鹅是部分迁徙的鸟类，其栖息在开放的海洋及海岛环境中，食性为肉食性，主要食物来源是水生动物。
翘眉企鹅分布于新西兰和澳大利亚的亚南极水域。该物种是单型物种，没有亚种分化。